# 裾払い
裾払い（すそはらい）とは、相撲の日本相撲協会制定決まり手八十二手、掛け手の一つである。旧称裾返し（すそがえし）。

## 解説
出し投げを打った際、相手が踏み出した右（左）足の足首を左（右）足で払って後ろ向きに倒す技。
白鵬や日馬富士が、この決まり手で勝ったことがある。
時天空が得意としており、2015年（平成27年）1月場所では、3日目の幕内の取組で松鳳山に、11日目の幕内の取組で妙義龍に、13日目にも裾払いで勝ち時天空は一場所で3回裾払いで勝った。また同年5月場所9日目の十両最後の一番で天風に、同年7月場所6日目の幕内の取組で琴勇輝にこの決まり手で勝利している。
2018年5月場所2日目に旭大星が安美錦にこの決まり手で勝っている。また、2019年7月場所12日目に鶴竜が千代大龍にこの決まり手で勝った。
裾払いは、『古今相撲大全』では「裾返し」と呼ばれていた。
『相撲』誌1995年9月号によると、柔道の出足払は相撲の決まり手では裾払いにあたる技である。